# Tayloria indica
Tayloria indica är en bladmossart som beskrevs av Mitten 1859. Tayloria indica ingår i släktet trumpetmossor, och familjen Splachnaceae. Inga underarter finns listade i Catalogue of Life.